# Aina Wallén
Aina Maria Kristina Wallén, född 22 februari 1888 i Uppsala församling, Uppsala län, död 20 maj 1962 i Uppsala församling, Uppsala län, var en svensk trädgårdsmästare.
Wallén, som var dotter till handlanden Waldemar Wallén och musikläraren Hilma Fernqvist, avlade studentexamen i Uppsala 1908 och studerade därefter vid handelsinstitut i Lübeck. Hon var hospitalsbokhållare i Lund 1909–1912, därefter trädgårdselev i handels- och herrgårdsträdgårdar samt vid Alnarps trädgårdsskola. Hon var verksam som handelsträdgårdsmästare i Kortebo vid Jönköping från 1919. Hon erbjöd kvinnor praktikplatser så de skulle kunna söka vidare till högre trädgårdsutbildning. Att få praktikantplats var vid denna tidpunkt svårt för kvinnor; boendena för praktikanter var ofta för män. Aina Wallén är begravd på Uppsala gamla kyrkogård.